# Mirza Hasanović
Mirza Hasanović (n. 16 septembrie 1990, Zvornik, Iugoslavia) este un fotbalist bosniac care evoluează pe postul de mijlocaș defensiv. În prezent este liber de contract.